# Podgorica
Podgorica (Montenegrijns: Подгорица; uitspraak: [pǒdɡoritsa]) is de hoofdstad van Montenegro. De stad ligt in het zuidoosten van het land, aan de samenvloeiing van de Ribnica en de Morača.
Volgens de volkstelling van 2011 telt de gemeente Podgorica 185.937 inwoners (waarvan 150.977 in de eigenlijke stad). Verder telt de stad een universiteit, een theater en verschillende industriële bedrijven. Van 1946 tot 1992 heette de stad Titograd, naar de in 1980 overleden Joegoslavische president Tito.

## Geschiedenis
Podgorica wordt reeds bewoond sinds de prehistorie. De stad wordt voor het eerst bij naam vermeld in de geschiedenis in 1326. Ze kwam onder de heerschappij van Servië en Venetië. Van 1466 tot 1878 was Podgorica deel van het Ottomaanse Rijk, waarna het bij Montenegro gevoegd werd, dat toen nog Cetinje als hoofdstad had. In 1918 werd Montenegro een deel van het Koninkrijk Joegoslavië. In 1946 werd de stad in Titograd omgedoopt en tegelijkertijd tot hoofdstad van Montenegro benoemd. Sinds 1992 heet de stad weer Podgorica.

## Demografie
De gemeente Podgorica telt 185.937 inwoners (volkstelling van 2011), hetgeen bijna een derde van de Montenegrijnse bevolking is. De gemeente heeft een urbanisatiegraad van 84%.
| stad Podgorica     | 14.369 | 19.868 | 35.054 | 61.727 | 96.074  | 117.875 | 136.473 | 150.977 |
| stad Tuzi          | 1.118  | 1.286  | 1.606  | 2.059  | 2.720   | 2.886   | 3.789   | 4.748   |
| gemeente Podgorica | 48.599 | 55.669 | 72.319 | 98.796 | 132.290 | 152.025 | 169.132 | 185.937 |

De afgelopen decennia is de bevolking van de stad Podgorica meer dan vertienvoudigd terwijl die van de gemeente Podgorica bijna verviervoudigd is.

#### Etniciteit
De Montenegrijnen vormen de grootste bevolkingsgroep in Podgorica (106.642 mensen, ofwel 57%), gevolgd door Serviërs (43.248 mensen, ofwel 23%). De rest van de bevolking bestaat uit Albanezen (5%), Bosniakken/Moslims van nationaliteit (4%) en Roma (2%). De overige bevolkingsgroepen maken minder dan 1% van de bevolking uit.

#### Religie
De aanhangers van de Servisch-orthodoxe Kerk vormen de meerderheid van de bevolking (78%). Minderheden zijn islamitisch (11%), katholiek (4%) of atheïstisch (2%).

## Economie en verkeer
Podgorica ligt aan de spoorlijn Belgrado - Bar. Er rijden geen andere internationale treinen meer .  De belangrijkste verbinding over land van Albanië naar Midden-Europa en de kortste verbinding van Servië naar de Adriatische Zee lopen door het stadsgebied van Podgorica. Podgorica heeft ook een klein, internationaal vliegveld.

## Stadsbeeld
Het westen van de stad wordt gedomineerd door de nieuwe orthodoxe kathedraal Hristovog Vaskrsenja en ziet er armoedig uit. Het stadscentrum bezit daarentegen enige West-Europese allure.

### Bezienswaardigheden
- De orthodoxe Christus-Verrijzeniskathedraal (Saborni Hram Hristovog Vaskrsenja; 1993)
- Duklja, ruïnes van de Romeinse stad Doclea
- De Grote Markt (velika pijaca)
- De Millenniumbrug (2005)
- De 10e-eeuwse Sint-Joriskerk

## Sport
Podgorica herbergt het Stadion Pod Goricom, een multifunctioneel sportcomplex dat vooral wordt gebruikt voor voetbalwedstrijden. Het complex biedt plaats aan 17.500 toeschouwers en is de thuishaven van voetbalclub FK Budućnost Podgorica en het Montenegrijns voetbalelftal. FK Budućnost Podgorica was onder de naam FK Budućnost Titograd de meest succesvolle voetbalclub van Montenegro, toen dat deel uitmaakte van Joegoslavië. Nadien werd de club meermaals Montenegrijns landskampioen. Voetbalclub FK Zeta werd in 2007 landskampioen van Montenegro. FK Mladost Podgorica behaalde deze landstitel in 2016.
Vrouwen handbal club ŽRK Budućnost Podgorica, dat zijn wedstrijden speelt in het Morača Sports Center, behoort tot de topclubs in Europa.

## Stedenbanden
- Belgrado (Servië)
- Jerevan (Armenië)
- Londen (Verenigd Koninkrijk)
- Pristina (Kosovo)
- Skopje (Noord-Macedonië)
- Zagreb (Kroatië)

## Geboren
- Dejan Savićević (1966), voetballer
- Predrag Mijatović (1969), voetballer en technisch directeur
- Slavko Cicak (1969), schaker
- Srđan Blažić (1982), voetballer
- Miloš Bošković (1982), voetbalscheidsrechter
- Miloš Karadaglić (1983), gitarist
- Mladen Božović (1984), voetballer
- Igor Burzanović (1985), voetballer
- Slavko Kalezić (1985), zanger
- Jovanka Radičević (1986), handbalster
- Simon Vukčević (1986), voetballer
- Stevan Jovetić (1989), voetballer
- Milos Raonic (1990), Canadees tennisser
- Andrea Klikovac (1991), handbalster
- Marko Vešović (1991), voetballer
- Stefan Mugoša (1992), voetballer
- Aleksandar Boljević (1995), voetballer
- Slobodan Tedić (2000), voetballer